# Scanner (verlichting)
Een scanner is een multifunctionele schijnwerper waarvan de lichtstraal door een elektromechanische spiegel afgebogen wordt naar de gewenste plek. Verder kan de scanner door middel van elektronica binnenin de kleur en vorm van de lichtstraal veranderen, in vele verschillende figuren, gobo's genaamd. Duurdere scans hebben nog veel meer extra functies zoals prisma's en dimmers en dergelijke.
Een scanner is een lichteffect dat veel gebruikt wordt voor bijvoorbeeld feesten, als alternatief voor de moving head. De bewegingsvrijheid is wel kleiner, maar de scanner heeft daarnaast een aantal grote voordelen ten opzichte van de moving head.

## Besturing
Als sturing voor dit soort schijnwerpers wordt meestal DMX (Digital MultipleX) gebruikt. De eerste scanners werden aangestuurd met het 0-10 volt-protocol. Later, toen men hogere eisen begon te stellen aan dit lichteffect, werd overgestapt op het DMX-protocol.

## Lampen
In scanners kunnen zowel halogeenlampen als gasontladingslampen voorkomen. Gasontladingslampen hebben als voordeel dat ze een wit licht hebben, waardoor kleuren er mooier uitkomen. Tegenwoordig zijn er ook versies met led verkrijgbaar.
Voordeel van gasontladingslampen is een hogere kleurtemperatuur dan halogeenlampen. Nadeel van gasontladingslampen is dat deze niet gedimd kunnen worden.

## Kleuren
De lichtstraal kan verschillende kleuren aannemen. Dit doet men intern met één of meerdere kleurenschijven. Behalve vaste kleuren kan men door kleurcombinaties alle kleuren maken.
Dit kan door middel van RGB (red/green/blue) of door middel van CMY (cyan/magenta/yellow).

## Vormen/gobo's
De lichtstraal kan ook verschillende vormen aannemen. Dit kan door middel van één of meerdere gobowielen. Een gobo is een metalen of glazen dia die wordt geprojecteerd in de ruimte. Het kan allerlei vormen hebben. Er zijn kant en klare gobo's te koop en je kunt je eigen gobos ontwerpen. Zo kun je die gobo's gebruiken die je op dat moment nodig hebt. Er zijn grofweg drie verschillende soorten gobo's:
1. Break-up gobo's - gobo's met een willekeurig patroon van eenvoudige afbeeldingen, bijvoorbeeld: sterren, cirkels, bladeren of strepen.
2. Basis-gobo's - gobo's met een exacte afbeelding, bijvoorbeeld: een raam, een wolk, of een bliksemschicht.
3. Custom-made gobo's: gobo's die voor een productie op maat zijn gemaakt. Deze gobo's laten maken is vrij prijzig omdat hiervoor voor iedere gobo een nieuwe stans gemaakt moet worden.

Sommige wat betere scanners hebben de mogelijkheid om de gobo's te laten draaien.  Ook zijn er scanners die een prisma bevatten, waardoor de gobo 3x wordt weergegeven. Vaak kan het prisma zelf ook draaien voor een nog groter effect. Bij sommige scanners bestaat de mogelijkheid om custom made gobo's toe te voegen.

## Pan/tilt (bewegingen)
De lichtstraal kan door middel van een spiegel op verschillende locaties geprojecteerd worden.

## Voor- en nadelen ten opzichte van een moving head

### Nadelen
- Kleinere bewegingsvrijheid.
- Over het algemeen alleen beschikbaar met lampen met een lagere lichtopbrengst.

### Voordelen
- Snellere bewegingen mogelijk.
- Sommige modellen zijn kleiner.
- Stiller in het gebruik.
- Vaak goedkoper dan moving heads, maar dit verschilt van merk tot merk.

## Fabrikanten
- American DJ
- Aztek
- Clay Paky
- GLP
- Highend
- HQ power
- JB Systems
- Martin
- Robe
- Showtec